# Vedia
Vedia is een plaats in het Argentijnse bestuurlijke gebied Leandro N. Alem in de provincie Buenos Aires. De plaats telt 8.089 inwoners.